# Dot.
Dot (estilizado como Dot.) é uma série de animação infantil de televisão canadense-americano baseada no livro de Randi Zuckerberg, irmã do fundador e CEO do Facebook, Mark Zuckerberg. A animação estreou no Sprout nos Estados Unidos e no CBC Television no Canadá em 22 de Outubro de 2016.

## Enredo
Dot. é sobre uma menina enérgica de oito anos, que resolve problemas e explora o mundo com seus amigos Hal, Ruby, Nev e Dev, além de seu cão Scratch, contando sempre com a ajuda da tecnologia.

## Personagens

### Principais
- Dot Comet[1] (voz original de Lilly Bartlam), também apelidada DotBot, é uma garota de oito anos, enérgica e apaixonada por tecnologia,[2] que gosta de explorar o mundo. Usa computador, tablet, joga videogame, programa jogos e aplicativos (com a ajuda da mãe), grava vídeos e faz lives na web. Seu nome, Dot Comet (tradução literal: "Ponto Cometa"), é uma brincadeira com o domínio de internet .com. Também é escoteira. É judia por parte da mãe.
- Scratch Comet (voz original deTerry McGurrin) é o cãozinho de estimação de Dot. Ele tem medo de trovão.
- Hal (voz original de Isaías Slater) é o melhor amigo e vizinho de Dot.[3] A cada episódio, ele aparece com uma fantasia diferente. Também é escoteiro, do mesmo grupo da Dot. Seus pais são alérgicos a pêlo de cachorro.
- Ruby Marshall (voz original de Grace Oliver) é uma menina loira que usa óculos. No episódio Super Ruby, é revelado que ela possui aparelho auditivo. É cinéfila e gosta de usar seu tablet pra brincar de cineasta.
- Meryl é a gata de estimação da Ruby.
- Nev Jumelle (voz original de Abigail Oliver) é a irmã gêmea de Dev. Gosta de artes marciais.
- Dev Jumelle (voz original de Ethan Tavares) é o irmão gêmeo de Nev. Também gosta de artes marciais.

### Recorrentes
- Mrs. Comet[4] (voz original de Denise Oliver) é a mãe de Dot. No episódio A Song For Everyone, ela canta a música Oh Chanukah com sua filha, em homenagem à Festa da Dedicação; conclui-se, portanto, que ela é judia.[5] A casa onde Dot mora com sua família é a mesma casa em que Mrs. Comet morava na infância, com o pai dela.[6]
- Mr. Comet (voz original deTerry McGurrin) é o pai de Dot. No episódio A Song For Everyone, ele canta a música Up on the House Top com sua filha, em homenagem ao Natal; conclui-se, portanto, que ele é cristão.[5]
- Vovô (voz original de René Lemieux) é o avô materno de Dot.
- Anne é a avó materna de Dot.
- Nana (voz original de Lynne Griffin) é a avó paterna de Dot.
- Greg[7] é o irmão mais velho de Hal. Ele fala no episódio Hal In One, mas o dublador não foi creditado.
- Mrs. Marshall[8] (voz original de Nicki Burke) é a mãe de Ruby.
- Ev Jumelle[9] (voz original de Anand Rajaram) é o pai de Nev e Dev, que aparece sozinho nos episódios Remembering Ogopogo e Garden Stakes, e acompanhado da mãe dos gêmeos (nome desconhecido) em DramaRama.
- Cavaleiro (voz original de Juan Chioran)
- Juiz (voz original de Terry McGurrin)
- Mr. Sherman (voz original de Arte Hindle) é um velho vizinho jardineiro muito gentil.
- A Rangeroo Líder (voz original de Helen King) é uma guia virtual do tablet de Dot, que a ensina sobre a selva, muitas vezes antecipando seu pai. No episódio Garden Stakes, Dot e Hal falam com ela em pessoa, chamando-a de Rangeroo Líder Kerry.
- Stellakazam (voz original de Denise Oliver) é uma mágica infantil que aparece na festa de aniversário de Ruby, no episódio Vencendo o Resfriado, no dia em que Dot estava muito doente pra comparecer.

## Transmissão
Dot. estreou no JimJam na Pan-Europa em 1 de Maio de 2017. A série também estreará no Canal Panda em Portugal, Piwi+ na França, e SVT na Suécia em algum momento de 2017. O Hulu também adquiriu direitos exclusivos para SVoD de Dot. e a série tornou-se disponível para streaming no dia 15 de Abril. O show está atualmente no ar no ABC Kids na Austrália, no Tiny Pop no Reino Unido, no Nat Geo Kids no Brasil no JimJam e no Canal Panda em Portugal.
DirecTV havia começado a distribuição da série em Março de 2017.

## Episódios
Temporada 1 (2016-2017)
| #  | Título Brasileiro                          | Título Original                   | Estreia Original        | Estreia Brasileira  |
| -- | ------------------------------------------ | --------------------------------- | ----------------------- | ------------------- |
| 1  | Medo de Trovão                             | Bring the Thunder                 | 22 de Outubro de 2016   | 19 de Março de 2018 |
| 2  | Um Cavaleiro Encharcado                    | One Soggy Knight                  | 29 de Outubro de 2016   | 19 de Março de 2018 |
| 3  | A Caça ao Tesouro                          | Treasure Hunting Dot              | 05 de Novembro de 2016  | 20 de Março de 2018 |
| 4  |                                            | Picture This                      | 12 de Novembro de 2016  | 09 de Maio de 2018  |
| 5  | TBA                                        | Scaremaster 2.0                   | 19 de Novembro de 2016  | TBA                 |
| 6  | TBA                                        | Ghoul Away                        | 26 de Novembro de 2016  | TBA                 |
| 7  | Olá Violoncelo!                            | Hello, Cello                      | 3 de Dezembro de 2016   | 20 de Março de 2018 |
| 8  | Jantar Para Trinta                         | Dinner for Thirty                 | 10 de Dezembro de 2016  | 21 de Março de 2018 |
| 9  | Fácil Como Fazer Limonada                  | Easy Squeezy                      | 17 de Dezembro de 2016  | 21 de Março de 2018 |
| 10 | O Melhor Amigo de Um Cão                   | A Dog's Best Friend               | 24 de Dezembro de 2016  | 22 de Março de 2018 |
| 11 | Dia de Neve                                | Snow Day                          | 31 de Dezembro de 2016  | 22 de Março de 2018 |
| 12 | Deixa Com a Dot                            | Leaf It To Dot                    | 7 de Janeiro de 2017    | 19 de Abril de 2018 |
| 13 | Uma Canção Para Todos                      | Song for Everyone                 | 14 de Janeiro de 2017   | TBA                 |
| 14 | TBA                                        | The Holiday Tree                  | 21 de Janeiro de 2017   | TBA                 |
| 15 | Montar e Desmontar                         | Maker Breaker                     | 28 de Janeiro de 2017   | 23 de Março de 2018 |
| 16 | Dot, a Veterinária                         | Dog Doc Dot                       | 04 de Fevereiro de 2017 | 23 de Março de 2018 |
| 17 | A Área Segura de Hal                       | Shallow End Hal                   | 11 de Fevereiro de 2017 | 26 de Março de 2018 |
| 18 | Vencendo o Resfriado                       | Achoo-Dini                        | 18 de Fevereiro de 2017 | 27 de Março de 2018 |
| 19 | Dot, Desconectada                          | Dot,Unplugged                     | 25 de Fevereiro de 2017 | 28 de Março de 2018 |
| 20 | Scratch Diz...                             | Scratch Says                      | 04 de Março de 2017     | 29 de Março de 2018 |
| 21 | Hal em Forma                               | Hal-In-One                        | 11 de Março de 2017     | 30 de Março de 2018 |
| 22 | O Foguete do Parque                        | Rocket Out Of The Park            | 18 de Março de 2017     | 02 de Abril de 2018 |
| 23 | História de Pescador                       | Fishing Tale                      | 25 de Março de 2017     | 03 de Abril de 2018 |
| 24 | Te Peguei!                                 | Gotcha                            | 08 de Abril de 2017     | 04 de Abril de 2018 |
| 25 | Construindo Um Jardim                      | Garden Stakes                     | 15 de Abril de 2017     | 05 de Abril de 2018 |
| 26 | Noite do Pijama                            | Slumber Party                     | 22 de Abril de 2017     | 06 de Abril de 2018 |
| 27 | Muito Drama!                               | Drama-Rama                        | 14 de Março de 2017     | 10 de Abril de 2018 |
| 28 | O Que Sobe, Voa Em Um Drone!               | What Goes Up Must Come Down       | 14 de Março de 2017     | 11 de Abril de 2018 |
| 29 | Uma Grande Ajuda                           | Big Help                          | 27 de Abril de 2017     | 12 de Abril de 2018 |
| 30 | Uma Borboleta Longe De Casa                | Butterfly Away Home               | 07 de Março de 2017     | 13 de Abril de 2018 |
| 31 | Pelo Bem Dos Bichos De Estimação           | For Pet's Sake                    | 09 de Março de 2017     | 17 de Abril de 2018 |
| 32 | Em Memória De Ogopogo                      | Remembering Ogopogo               | 13 de Janeiro de 2017   | 16 de Abril de 2018 |
| 33 | As Botas de Dot Foram Feitas Para Caminhar | Dot's Boots Were Made for Walking | 09 de Maio de 2017      | 18 de Abril de 2018 |
| 34 | Apaguem As Luzes                           | Lights Out                        | 06 de Abril de 2017     | 19 de Abril de 2018 |
| 35 | Dance, Dot, Dance!                         | Dance Dot Dance                   | 04 de Abril de 2017     | 20 de Abril de 2018 |
| 36 | Corrida de Robôs                           | Robo Racers                       | 11 de Abril de 2017     | 23 de Abril de 2018 |
| 37 | O Desafio dos Ovos                         | Great Eggspectations              | 13 de Abril de 2017     | 24 de Abril de 2018 |
| 38 | Queria Que Você Tivesse Aqui               | Return to Sender                  | 13 de Abril de 2017     | 25 de Abril de 2018 |
| 39 | A Nova Casinha do Scratch                  | The Ultimate Scratch Pad          | 11 de Maio de 2017      | 26 de Abril de 2018 |
| 40 | Uma História de Mistério                   | History Mystery                   | 20 de Junho de 2017     | 27 de Abril de 2018 |
| 41 | Montadores Velozes e Fabulosos             | Fast and Fabulous Fixers Inc.     | 30 de Maio de 2017      | 30 de Abril de 2018 |
| 42 | Dot, A Descuidada                          | Bad Borrower                      | 22 de Julho de 2017     | 01 de Maio de 2018  |
| 43 | A Venda de Garagem                         | Swap Bop                          | 27 de Julho de 2017     | 02 de Maio de 2018  |
| 44 | O Confronto Entre Melhores Amigos          | Best Friend Showdown              | 05 de Setembro de 2017  | 03 de Maio de 2018  |
| 45 | Muita Coisa Para Fazer Para Pouca Dot      | So Much to Do, So Little Dot      | 03 de Agosto de 2017    | 04 de Maio de 2018  |
| 46 | Uma Situação Complicada                    | Sticky Situation                  | 29 de Julho de 2017     | 07 de Maio de 2018  |
| 47 | Férias Incríveis em Casa                   | Souptacular Staycation            | 07 de Setembro de 2017  | 08 de Maio de 2018  |
| 48 | A Estrela Cadente                          | The Shooting Star                 | 08 de Agosto de 2017    | 10 de Maio de 2018  |
| 49 | A Equipe de Limpeza                        | The Clean Team                    | 15 de Agosto de 2017    | 19 de Abril de 2018 |
| 50 | Um Negócio Congelante                      | Snow Business                     | 05 de Setembro de 2017  | 11 de Maio de 2018  |
| 51 | Super Ruby                                 | Super Ruby                        | 14 de Setembro de 2017  | 14 de Maio de 2018  |
| 52 | Um Cãozinho Bem Treinado                   | One Trick Doggy                   | 31 de Agosto de 2017    | 15 de Maio de 2018  |

## Recepção
Dot. mantém atualmente uma nota 7.0/10 no IMDB a partir de 15 reviews. Possui uma nota 5/5 no Common Sense Media, citando:
"Os pais precisam saber que Dot. é baseado em um livro ilustrado de Randi Zuckerberg e é centrado numa curiosa menina de 8 anos, que usa a tecnologia, a matemática e os conceitos da ciência para aprender coisas novas, mas nunca à custa das experiências do mundo real e das pessoas com quem ela se importa. Para Dot e sua família, é tudo uma questão de equilíbrio, então, muita atenção é dada às vezes, quando ela reconhece que está pronta para se desconectar. O show se propõe a expor às crianças - e meninas, em particular - os conceitos de ciência, tecnologia, engenharia e matemática (STEM) de uma forma atrativa e adequada à sua idade, através da simpática e auto-confiante personagem-título. Como bônus, apresenta os pais de Dot no seu papel de modelos e educadores, e seus amigos como influências positivas em sua vida."

## Informações de multimédia
Um jogo em HTML chamado Dot's Rangeroo Scavenger Hunt está disponível nos sites da Kids' CBC e do Sprout. Um app, Dotopedia, para Android e iOS, também foi lançado em 12 de Dezembro de 2016.

## Ligações Externas
- Dot. no Common Sense Media (em inglês)